# Al-Kutubí
Abu-Abd-Al·lah Muhàmmad ibn Xàkir ad-Daraní ad-Dimaixqí al-Kutubí (àrab: مُحمَّد بن شاكر بن أحمد بن عبد الرحمٰن بن شاكر بن هٰرون الكُتبي الدَّارانيّ الدمشقيّ, Muḥammad b. Xākir b. Aḥmad b. ʿAbd ar-Raḥmān b. Xākir b. Hārūn al-Kutubí ad-Dārānī ad-Dimaxqī), més conegut senzillament com Ibn Xàkir al-Kutubí o al-Kutubí (Darayya, c. 1287 - Damasc, 24 de juny de 1363), fou un historiador sirià.
Era de família humil i es va dedicar al comerç de llibres i va acabar adquirint una fortuna. No va tenir càrrecs oficials i s'han conservat només dues obres seves: Uyun at-tawàrikh i Fawat al-wafayat, la primera sobre història de Síria i la segona sobre els seus literats. Els seus funerals foren el 24 de juny de 1363.